# Elisa Fleischmann
Elisa Fleischmann (* 7. September 1985 in Sondalo) aus Valdidentro ist eine italienische Skibergsteigerin und seit 2007 Mitglied der italienischen Nationalmannschaft.

## Erfolge (Auswahl)
- 2007:
  - 1. Platz bei der Italienischen Meisterschaft Vertical Race
  - 2. Platz in der Espoirs-Altersklasse bei der Pierra Menta mit Anne Claire Estubier
  - 2. Platz bei der Europameisterschaft Skibergsteigen der „Espoirs“ Vertical Race
  - 4. Platz bei der Europameisterschaft Skibergsteigen Kombinationswertung (Seniorenwertung)
  - 5. Platz bei der Europameisterschaft Skibergsteigen Team mit Tamara Lunger (Senioren)
  - 6. Platz bei der Europameisterschaft Skibergsteigen Einzel (Seniorenwertung)
  - 10. Platz bei der Europameisterschaft Vertical Race (Seniorenwertung)

- 2008:
  - 1. Platz in der Espoirs-Altersklasse bei der Tamara Lunger
  - 2. Platz bei der Weltmeisterschaft Skibergsteigen Staffel (mit Gloriana Pellissier, Francesca Martinelli und Roberta Pedranzini)